# Шенау (Оденвалд)
Шенау (њем. Schönau) град је у њемачкој савезној држави Баден-Виртемберг. Једно је од 54 општинска средишта округа Рајн-Некар. Према процјени из 2010. у граду је живјело 4.613 становника. Посједује регионалну шифру (AGS) 8226080.

## Географски и демографски подаци
Шенау се налази у савезној држави Баден-Виртемберг у округу Рајн-Некар. Град се налази на надморској висини од 180 метара. Површина општине износи 22,5 km². У самом граду је, према процјени из 2010. године, живјело 4.613 становника. Просјечна густина становништва износи 205 становника/km².